# Torre Vitri (Tegucigalpa)
 Torre Vitri (Tegucigalpa)  es una torre residencial ubicada en la ciudad de Tegucigalpa, Honduras, en Lomas del Guijarro, colindantes a otros edificios de gran altura, siendo este el más alto de la zona y de la ciudad. Forma parte del Skyline de la capital hondureña.

## Descripción de la obra
La Torre Vitri se encuentra ubicada en la colonia Lomas del Guijarro, y colindante con Lomas del Mayab donde se sitúan otros dos edificios importantes de la ciudad, [Torre Sky] y Torre Aqua, cuenta con 31 niveles, que abarcan 85 apartamentos. La estructura es de construcción de hormigón, concreto y embellecedores vitrales, alcanza la altura de 115.85 metros y finalizó su construcción en el 2019 por el momento es el edificio más alto de la capital Hondureña, actualmente es el tercero más alto de toda Honduras .
La construcción cuenta con un sistema de alta seguridad y lujos, con estacionamiento subterráneo, lobby de doble altura, Sala de Cine, piscina climatizada, área de gimnasio, terraza y sauna.

## Datos
Tiene 4 niveles de estacionamientos, 1 lobby y 25 niveles habitables. Los primeros 4 no están a nivel de la calle principal; por ello, sólo se habla de 35 niveles de altura”, comentan los ingenieros de la obra (Vitri) encargados del diseño de la torre.
- Altura máxima: 150m(desde la base) 120m (desde la entrada principal)[4]
- Número de plantas: 31
- Uso: Residencial
- Año de construcción: 2017 y 2019
- Costo estimado construcción 30 millones US$[5]

## Anexos
- Anexo:Edificios más altos de Centroamérica
- Anexo:Edificios más altos de Honduras
- Anexo:Países por altura máxima de rascacielos